# Cantone di Damville
Il Cantone di Damville era una divisione amministrativa dell'arrondissement di Évreux.
A seguito della riforma approvata con decreto del 25 febbraio 2014, che ha avuto attuazione dopo le elezioni dipartimentali del 2015, è stato soppresso.

## Composizione
Comprendeva i comuni di
- Avrilly
- Buis-sur-Damville
- Chanteloup
- Corneuil
- Damville
- Les Essarts
- Gouville
- Grandvilliers
- L'Hosmes
- Manthelon
- Roman
- Le Roncenay-Authenay
- Le Sacq
- Sylvains-les-Moulins
- Thomer-la-Sôgne
- Villalet